# Fiandre
Le Fiandre (in olandese: Vlaanderen; in fiammingo: Vloandern; in francese: Flandre; in tedesco: Flandern) sono una delle tre regioni che compongono il Belgio.
Le regioni del Belgio costituiscono la suddivisione territoriale di primo livello del Paese. All'interno del sistema federale belga, le competenze di tipo economico-territoriale (dall'economia al lavoro, dall'ecologia ai lavori pubblici, dall'agricoltura alla previdenza sociale) sono devolute agli organi politici delle regioni mentre quelle di tipo educativo-culturale sono gestite dalle Comunità linguistiche.
Nel caso delle Fiandre, le istituzioni della regione e della Comunità linguistica neerlandofona sono fuse dal 1980. Le competenze della Région flamande sono state integralmente assorbite dalle istituzioni della Comunità fiamminga, che hanno sede a Bruxelles anche se quest'ultima non fa parte della Regione fiamminga e le leggi regionali fiamminghe non si applicano sul territorio della Regione di Bruxelles-Capitale.
Le regioni sono governate da un ministro-presidente, da un governo e da un parlamento regionale e sono ulteriormente suddivise in province e comuni.

## Geografia fisica
Le Fiandre sono bagnate dal mare del Nord, confinano con i Paesi Bassi (province della Zelanda, del Brabante Settentrionale e del Limburgo) a nord, con la Vallonia e la Francia (regione dell’Alta Francia) a sud, di nuovo con la Francia a ovest, con i Paesi Bassi a est, oltre a circondare interamente la regione di Bruxelles. La regione è solcata da due fiumi principali, la Schelda e l'Yser e da numerosi altri canali. La superficie è di 13522 km², la popolazione (2012) è di 6 350 765 abitanti, per una densità di 470 ab./km².
La lingua ufficiale è l'olandese (lingua che dagli abitanti della regione è definita fiammingo, Vlaams). Nei cosiddetti "comuni a facilitazione linguistica", i cittadini hanno diritto di utilizzare la lingua francese per comunicare con le autorità.
L'inno delle Fiandre è De Vlaamse Leeuw.

### Province
- Anversa
- Limburgo
- Brabante Fiammingo
- Fiandre Occidentali
- Fiandre Orientali

### Città
Le maggiori città della regione sono, in ordine di popolazione al 1º giugno 2019:.
- Anversa (528 730)
- Gand (262 980)
- Bruges (118 922)
- Lovanio (101 585)

- Malines (86 999)
- Aalst (86 784)
- Sint-Niklaas (78 760)
- Hasselt (78 420)

- Courtrai (77 039)
- Ostenda (71 590)
- Genk (66 234)
- Roeselare (63 223)

## Storia

### Medioevo
Alla caduta dell'Impero romano d'Occidente nei Paesi Bassi giunsero le popolazioni germaniche dei Sassoni (nell'est) e dei Franchi (nel sud). Questi ultimi prevalsero sui loro vicini, e alla fine dell'VIII secolo la regione faceva parte del Sacro Romano Impero fondato da Carlo Magno e che aveva il suo centro nella vicina Aquisgrana.

#### Le Fiandre sotto la Francia
Le Fiandre erano un territorio legato storicamente all'Inghilterra. Esisteva un importante traffico della lana grezza dall'Inghilterra verso le Fiandre, che - se sospeso - avrebbe rischiato di mettere in ginocchio l'economia inglese e nello stesso tempo l'arresto delle attività tessili dei fiamminghi. Si capisce quindi che la conquista, da parte dei francesi, delle Fiandre preoccupò gli inglesi e contribuì non poco allo scoppio della guerra dei cent'anni.
Nel corso della guerra le Fiandre finirono nelle mani del Duca di Borgogna Filippo II. Filippo, detto l'Ardito o il Temerario, fu il quarto dei figli del re di Francia Giovanni II e di Bona di Lussemburgo e si guadagnò il soprannome combattendo al fianco del padre nella battaglia di Poitiers del 1356, nella quale fu catturato e condotto prigioniero in Inghilterra assieme al padre. Tornato in Francia nel 1360, ottenne dal padre il ducato di Turenna e nel 1363 quello di Borgogna. Nel 1369 sposò Margherita III delle Fiandre, erede della Contea delle Fiandre, che ottenne nel 1384 alla morte del padre Luigi II. Nacque così il primo nucleo dei cosiddetti Paesi Bassi borgognoni.
Filippo II fu uno degli attori della Guerra civile tra Armagnacchi e Borgognoni in Francia. Gli inglesi tentarono di trarre vantaggio di questa guerra civile per riguadagnare il potere sul territorio francese alleandosi con i Borgognoni. Essi avevano sostenuto il re inglese Enrico V d'Inghilterra quale successore al trono di Francia contro Carlo VII di Francia. Ma fu quest'ultimo che guadagnò il potere, e gli sforzi inglesi non portarono a frutto. Anche i discendenti di Filippo II ebbero rapporti conflittuali con il re di Francia e cercarono continuamente di guadagnare autonomia.

#### Le Fiandre sotto il Sacro Romano Impero
Le Fiandre si divisero dalla Francia in seguito grazie all'influenza dell'imperatore del Sacro Romano Impero.
Nel 1476, allo scopo di aumentare la potenza e la grandezza della Borgogna, Carlo il Temerario (nipote di Filippo II) concordò il matrimonio di sua figlia Maria di Borgogna con Massimiliano d'Asburgo, figlio dell'imperatore Federico III. La precoce morte del padre nella battaglia di Nancy (5 gennaio 1477) fece precipitare gli eventi. Maria, minacciata da Luigi XI di Francia, che aveva invaso la Piccardia e l'Artois, concesse il "Gran Privilegio" alle città fiamminghe (11 febbraio 1477) e sposò Massimiliano I (18 agosto 1477). La vittoria degli Austro-Borgognoni sui Francesi a Guinegatte (7 marzo 1479) salvò le Fiandre.
Maria morì nel 1482 a Bruges per una caduta da cavallo, a soli 24 anni; il trattato di Arras (21 dicembre 1482) sancì poco dopo la divisione dei domini borgognoni tra Luigi XI e Massimiliano. La contea delle Fiandre passò alla casa d'Asburgo.

#### Le Fiandre sotto la Spagna
Carlo V d'Asburgo, nipote di Massimiliano I, fu, oltre a imperatore del Sacro Romano Impero, anche re di Spagna. Tuttavia alla sua abdicazione lasciò a suo fratello Ferdinando I d'Asburgo il titolo di imperatore del Sacro Romano Impero, mentre la Spagna e altri territori ivi compresi le Fiandre furono date al figlio che divenne Filippo II di Spagna. Così le sorti delle Fiandre si ritrovarono fortemente legate a quelle della Spagna.
Nel XVI secolo la Riforma protestante fu accolta con favore da buona parte della popolazione olandese (ossia solo della parte settentrionale delle Fiandre: si badi bene che la regione meridionale, corrispondente all'attuale Belgio, restò di fede cattolica). Sebbene vi si fosse opposto con forza l'imperatore Carlo V (nipote ed erede di Massimiliano) finì per accettare la situazione. Alla sua abdicazione i Paesi Bassi furono staccati dall'Impero ed ereditati da suo figlio Filippo II, re di Spagna.

## Tessuto di Fiandra
Il nome del tessuto di Fiandra, una varietà di tela di lino, deriva appunto dal nome di questa regione.